# ك. جي. أوستين
ك. جي. أوستين (بالإنجليزية: C. G. Austin)‏ هو سياسي أمريكي، ولد في 18 مارس 1846 في أفون في الولايات المتحدة، وتوفي في 21 أكتوبر 1925 في سياتل في الولايات المتحدة. حزبياً، نشط في الحزب الجمهوري. وقد انتخب عضو مجلس نواب واشنطن.